# James Kempt
James Kempt (vers 1765 - 20 décembre 1854) est un officier et administrateur colonial britannique qui fut lieutenant-gouverneur de Nouvelle-Écosse et gouverneur général de l'Amérique du Nord britannique.

## Biographie

### Carrière militaire
Originaire d'Édimbourg, James Kempt entre dans la carrière des armes en 1783. Il prend part aux guerres napoléoniennes, en particulier à la campagne d'Égypte, à la guerre d'Espagne et à la bataille de Waterloo où il commande la 8e brigade. En Espagne, servant dans l'état-major de Wellington, il rencontre George Ramsay, lord Dalhousie, futur gouverneur de l'Amérique du Nord britannique, qui devient son mentor et avec lequel il correspond longtemps. Après la chute de Napoléon, il s'oriente comme beaucoup d'officiers de Wellington vers une carrière dans les colonies.

### Lieutenant-gouverneur
À l'automne 1819, Kempt est nommé lieutenant-gouverneur de la Nouvelle-Écosse, reprenant le poste de Dalhousie qui vient d'être nommé gouverneur général. En juin 1820 il proclame la réunion de la colonie du Cap-Breton avec le reste de la Nouvelle-Écosse, suivant une décision du gouvernement britannique. Il reste en poste jusqu'au printemps 1828. Il semble avoir été apprécié de ses contemporains et avoir eu meilleur caractère que son prédécesseur, ce qui facilite ses relations avec l'Assemblée législative de Nouvelle-Écosse.
Au printemps 1828 il est affecté à une mission temporaire, soit de présider la commission d'enquête sur la construction du canal Rideau. Les autorités britannique s'inquiètent beaucoup de la montée astronomique des coûts de cet important ouvrage reliant Bytown (Ottawa) et Kingston. Les déplacements pour inspecter le chantier du canal en pleine canicule sont éprouvants pour Kempt, ennuyé par de vieilles blessures de guerre et âgé de 63 ans. Son rapport contient plusieurs recommandations mais ne parvient pas à freiner l'escalade des coûts.

### Gouverneur du Bas-Canada
Sa tâche terminée, Kempt ne peut pas reprendre comme il l'espère son poste en Nouvelle-Écosse. En effet, des pétitions et des rapports arrivent à Londres pour se plaindre du gouverneur Dalhousie, et celui-ci est démis de son poste durant l'été 1828. Kempt est nommé pour le remplacer, mais il n'accepte pas le poste de bon gré, étant fatigué de la vie dans les colonies et comptant bien rentrer en Europe après deux ans au plus. Il est assermenté le 8 septembre 1828.
Kempt aborde tout de même son poste à Québec comme il l'avait fait à Halifax, c'est-à-dire avec un esprit ouvert et une certaine confiance. En novembre 1828, il confirme Louis-Joseph Papineau comme président de l'Assemblée législative, puis accepte le projet de loi sur les finances soumis par l'Assemblée. De plus, en 1829 il autorise le redécoupage des districts électoraux, lesquels passent de 27 à 45, alors que le nombre de députés passe de 50 à 84. Ces arrangements sont vus à Londres comme de dangereuses concessions aux Canadiens français.
Tout au long de son mandat de deux ans, Kempt s'efforce d'agir en médiateur et de gouverner d'une manière non partisane et sans susciter de passions. Il y réussit en bonne partie. Au cours de l'été 1830 il rappelle au secrétaire aux Colonies son désir de rentrer en Grande-Bretagne avant l'automne. Son vœu est exaucé et Kempt transfère ses pouvoirs à lord Aylmer le 20 octobre 1830.

### Carrière en Grande-Bretagne
Une fois rentré en Angleterre, Kempt est nommé par le nouveau gouvernement whig à la tête du Board of Ordnance, l'organisation responsable de toute l'intendance des armées. Ce poste lui donnait également un siège au Conseil privé. Il quitte cet emploi en 1834 et prend alors sa retraite de la vie publique, même si son nom fut considéré pour retourner comme gouverneur général lorsque éclata la rébellion des Patriotes en 1837.